# Kadmos
Kadmos var den mytiske grundlægger af oldtidsbyen Theben i Grækenland og stamfader til det kongedynasti, der beskrives i den Thebanske sagnkreds

## Historien
Kadmos var søn af den fønikiske kong Agenor og hans dronning Telefassa. Agenor havde mistet sin datter Europa, der var blevet bortført af Zeus og derfor sendte han sine tre sønner af sted mod vest for at finde hende igen. Den ene af disse sønner var Kadmos. Han søgte sin søster i både Asien, Afrika og Europa, men fandt hende aldrig. Under sin søgen kom Kadmos til Delfi. Her spurgte han oraklet om hjælp og fik følgende gådefulde svar: "Følg den første ko du møder og grundlæg en by dér, hvor den lægger sig". Han forstod ikke oraklets svar, men da han forlod Delfi, stod der en ko med en måneformet blis og ventede. Han fulgte koen, og da den blev træt og lagde sig ned, besluttede han sig for at følge oraklets råd og at grundlægge en by på stedet.
Han forberedte nu et offer til Athene og til dette skulle han bruge vand. Desværre var den lokale kilde bevogtet af en drage med vældige tænder. Dragen åd et par af Kadmos' mænd, hvilket fik ham til i raseri at dræbe dragen med en stor sten. Hermed begik han en brøde mod Ares, for dragen var et af krigsgudens børn. 
Athene kom dog Kadmos til hjælp og gav ham besked på at trække dragens enorme tænder ud og plante dem i jorden. Af tænderne voksede der nogle kæmpe krigere frem, som straks angreb hinanden. I én version af historien, fordi Kadmos slyngede sten efter kæmperne og fik dem til at tro, at det var deres brødre, der havde angrebet dem. Da kampen var forbi, var kun fem tilbage. Disse fem blev Kadmos' følgesvende og stamfædre til Thebens befolkning. De kaldtes herefter for Spartoi, hvilket betyder de udsåede.
Da Kadmos havde krænket Ares ved at dræbe dragen, måtte han i et år trælle for krigsguden, men da året var gået, gav Ares' ham sin datter Harmonia til hustru. Sammen fik de sønnen Polydoros og døtrene Autonoe, Ino, Semele og Agave. Ved deres bryllup skænkede Kadmos Harmonia en klædedragt og et smykke smedet af Hefaistos. Dette smykke skulle vise sig at bringe ulykke og har en skæbnesvanger rolle i sagnene om de sidste af Kadmos' ulykkelige efterkommere.